# Norgesmesterskapet (volleyboll, damer)
Norgesmesterskapet i volleyboll för damer har arrangerats av Norges Volleyballforbund sedan 1946. Det första mästerskapet hölls 11-12 augusti 1946, samma helg som volleybollförbundet bildades. Mästerskapet spelades som en helgturnering där alla mötte alla fram till 1969. Från 1970 och till och med 1984 spelades mästerskapet som en serie. Sedan 1985 har det spelades som en cup.
Som i många andra sporter i Norge, men till skillnad från många andra länder, avgörs mästerskapet alltså av en cupturnering och är inte en del av det nationella seriesystemet. Den högsta serien inom norsk volleyboll är Eliteserien.

## Medaljörer 1946–1984
| År        | Vinnare                    | Tvåa                       | Trea                     | Källa  |
| --------- | -------------------------- | -------------------------- | ------------------------ | ------ |
| 1946      | IL Dristug                 | Oslo Nettballklubb         | Vardås                   | [ 1 ]  |
| 1947      | IL Jutul                   | IL Dristug                 | Porsgrunn VBK            | [ 2 ]  |
| 1948      | IL Jutul                   | Porsgrunn VBK              | Ubergsmoen IL            | [ 3 ]  |
| 1949      | IL Jutul                   | Ubergsmoen IL              | Oslo VK                  | [ 4 ]  |
| 1950      | IL Jutul                   | IL Dristug                 | Rjukan IL                | [ 5 ]  |
| 1951      | IL Jutul I                 | IL Jutul II                |                          | [ 6 ]  |
| 1952      | IL Jutul                   | IL Varg                    |                          | [ 7 ]  |
| 1953      | IL Jutul I                 | IL Jutul II                | IL Varg                  | [ 8 ]  |
| 1954      | IL Varg                    | Vardild IL                 |                          | [ 9 ]  |
| 1955      | IL Jutul                   | IL Dristug                 |                          | [ 10 ] |
| 1956      | Porsgrunn VBK              | IL Jutul                   | IL Varg                  | [ 11 ] |
| 1957      | Porsgrunn VBK              | IL Jutul                   | Vardild IL               | [ 12 ] |
| 1958      | Porsgrunn VBK              | IL Varg                    | Rjukan IL                | [ 13 ] |
| 1959      | Porsgrunn VBK I            | IL Jutul                   | Porsgrunn VBK II         | [ 14 ] |
| 1960      | Porsgrunn VBK              | Rjukan IL                  |                          | [ 15 ] |
| 1961      | Porsgrunn VBK              | Vardild IL                 |                          | [ 16 ] |
| 1962      | Porsgrunn VBK              | Vardild IL                 | Sandhaug VBK             | [ 17 ] |
| 1963      | Porsgrunn VBK              | Sandhaug VBK               | Høyland komm. realskole  | [ 18 ] |
| 1964      | Sandhaug VBK               | Porsgrunn VBK              | Vardild IL               | [ 19 ] |
| 1965      | Sandhaug VBK               | Porsgrunn VBK              | Sandnes SLK              | [ 20 ] |
| 1966      | Sandhaug VBK               | Sandnes SLK                | Vardild IL               | [ 21 ] |
| 1967      | Sandnes SLK                | Sandhaug VBK               | Vardild IL               | [ 22 ] |
| 1968      | Sandnes SLK                | Hetland Gymnas IL          | Vardild IL               | [ 23 ] |
| 1969      | Sandnes SLK                | Sandhaug VBK               | Kvinnelige Studenters IK | [ 24 ] |
| 1970      | Kvinnelige Studenters IK   | KFUM Volda                 | Lærerhøgskolen IL        | [ 25 ] |
| 1971 inne | Kvinnelige Studenters IK   |                            |                          | [ 26 ] |
| 1971 ute  | Kvinnelige Studenters IK   | Vardild IL                 |                          | [ 27 ] |
| 1972      | Kvinnelige Studenters IK   | Norges Idrettshøgskoles IL | Bergen-Studentenes IL    | [ 28 ] |
| 1973      | Norges Idrettshøgskoles IL | Kvinnelige Studenters IK   | Bergen-Studentenes IL    | [ 29 ] |
| 1974      | Norges Idrettshøgskoles IL |                            |                          |        |
| 1975      | Norges Idrettshøgskoles IL | Sandnes VBK                | Kvinnelige Studenters IK | [ 30 ] |
| 1976      | Ålesund VK                 | Kvinnelige Studenters IK   | NTHI                     | [ 31 ] |
| 1977      | Kvinnelige Studenters IK   | Ålesund VK                 | Bergen-Studentenes IL    | [ 32 ] |
| 1978      | Kvinnelige Studenters IK   | Bergen-Studentenes IL      | Porsgrunn VBK            | [ 33 ] |
| 1979      | Bergen-Studentenes IL      | Sandnes VBK                |                          | [ 34 ] |
| 1980      | Bergen-Studentenes IL      | Kvinnelige Studenters IK   | Ålesund VK               | [ 35 ] |
| 1981      | Bergen-Studentenes IL      | Ålesund VK                 | Porsgrunn VBK            | [ 36 ] |
| 1982      | Oslo VBK                   | Bergen-Studentenes IL      | Sortland IL              | [ 37 ] |
| 1983      | Sortland IL                | Oslo VBK                   | Sandnes VBK              | [ 38 ] |
| 1984      | Bergkameratene IL          | Sortland IL                | Tambarskjelvar IL        | [ 39 ] |

## Cupfinaler 1985–
| År      | Vinnare               | Tvåa                     | Finalresultat | Källa  |
| ------- | --------------------- | ------------------------ | ------------- | ------ |
| 1985    | KFUM Oslo             | UIK/Oslo                 | 3-2           | [ 40 ] |
| 1986    | Bergkameratene IL     | Oslo VBK                 | 3-0           | [ 41 ] |
| 1987    | Bergen-Studentenes IL | Bergkameratene IL        | 3-1           | [ 42 ] |
| 1988    | Bergkameratene IL     | Sortland IL              | 3-1           | [ 43 ] |
| 1989    | KFUM Oslo             | Bergkameratene IL        | 3-2           | [ 44 ] |
| 1990    | Sandnes VBK           | KFUM Oslo                | 3-2, 3-0      | [ 45 ] |
| 1991    | Bergen-Studentenes IL | IL Koll                  | 3-2           | [ 46 ] |
| 1992    | Harstad VBK           | Sandnes VBK              | 3-0           | [ 47 ] |
| 1993    | Harstad VBK           | IL Koll                  | 3-2           | [ 48 ] |
| 1994    | IL Koll               | Blindheim IL             | 3-1           | [ 49 ] |
| 1995    | Fyllingen             | IL Koll                  | 3-2           | [ 50 ] |
| 1996    | IL Koll               | Harstad VBK              | 3-1           | [ 51 ] |
| 1997    | IL Koll               | Aukra                    | 3-0           | [ 52 ] |
| 1998    | Klepp VBL             | Aukra                    | 3-0           | [ 53 ] |
| 1999    | Klepp VBL             | KFUM Oslo                | 3-0           | [ 54 ] |
| 2000    | IL Koll               | Oslo Volley              | 3-0           | [ 55 ] |
| 2001    | IL Koll               | Aukra                    | 3-1           | [ 56 ] |
| 2002    | IL Koll               | Klepp VBL                | 3-0           | [ 57 ] |
| 2003    | IL Koll               | NTNUI Gløshaugen         | 3-1           | [ 58 ] |
| 2004    | IL Koll               | Bergen Studentidrettslag | 3-0           | [ 59 ] |
| 2004/05 | IL Koll               | Bergen Studentidrettslag | 3-0           | [ 60 ] |
| 2005/06 | IL Koll               | Oslo Volley              | 3-0           | [ 61 ] |
| 2006/07 | IL Koll               | Bergen Studentidrettslag | 3-0           | [ 62 ] |
| 2007/08 | IL Koll               | Oslo Volley              | 3-0           | [ 63 ] |
| 2008/09 | IL Koll               | Oslo Volley              | 3-0           | [ 64 ] |
| 2009/10 | IL Koll               | Bergen Studentidrettslag | 3-0           | [ 65 ] |
| 2010/11 | UiS Volley            | Oslo Volley              | 3-2           | [ 66 ] |
| 2011/12 | Oslo Volley           | Førde VBK                | 3-0           | [ 67 ] |
| 2012/13 | Oslo Volley           | Stod IL                  | 3-1           | [ 68 ] |
| 2013/14 | Stod IL               | Oslo Volley              | 3-0           | [ 69 ] |
| 2014/15 | Oslo Volley           | Stod IL                  | 3-1           | [ 70 ] |
| 2015/16 | Randaberg IL          | Oslo Volley              | 3-0           | [ 71 ] |
| 2016/17 | Oslo Volley           | Randaberg IL             | 3-0           | [ 72 ] |
| 2017/18 | Førde VBK             | Oslo Volley              | 3-1           | [ 73 ] |
| 2018/19 | Førde VBK             | Randaberg IL             | 3-1           | [ 74 ] |
| 2019/20 | Randaberg IL          | IL Koll                  | 3-1           | [ 75 ] |
| 2020/21 | BK Tromsø             | IL Koll                  | 3-2           | [ 76 ] |
| 2021/22 | IL Koll               | BK Tromsø                | 3-2           | [ 77 ] |
| 2022/23 | IL Koll               | Førde VBK                | 3-0           | [ 78 ] |